# استان اوئانکایو
استان اوئانکایو (به اسپانیایی: Provincia de Huancayo) یک استان در پرو است که در منطقه خونین واقع شده‌است. استان اوئانکایو ۳٬۵۵۸٫۱۰ کیلومتر مربع مساحت و ۵۴۵٬۶۱۵ نفر جمعیت دارد.